# Dorcadion wagneri
Dorcadion wagneri är en skalbaggsart som beskrevs av Küster 1846. Dorcadion wagneri ingår i släktet Dorcadion och familjen långhorningar.
Artens utbredningsområde är Iran. Inga underarter finns listade i Catalogue of Life.